# Медведовка
Медве́довка (рос. Медведовка, ерз. Медведовка) — селище у складі Рузаєвського району Мордовії, Росія. Входить до складу Красносельцівського сільського поселення.

## Населення
Населення — 9 осіб (2010; 16 у 2002).
Національний склад (станом на 2002 рік):
- росіяни — 100 %